# Marc-Kevin Goellner
Marc-Kevin Goellner (Rio de Janeiro, 22 september 1970) is een Duits voormalig professioneel tennisspeler. Goellner,karakteristiek spelend met zijn baseballcap achterstevoren op zijn hoofd,heeft twee ATP-toernooien in het enkelspel en vier ATP-toernooien in het dubbelspel op zijn naam staan.
Tijdens de Olympische Zomerspelen van 1996 in Atlanta behaalde Goellner met David Prinosil de bronzen medaille in het dubbelspel. Ze wonnen de kleine finale van het Nederlandse duo Jacco Eltingh/Paul Haarhuis met 6-2, 7-5.
Goellner 

## Palmares
| Legenda                       | Legenda               |
| ----------------------------- | --------------------- |
| Grand Slam                    |                       |
| Olympische Spelen             |                       |
| tot 2009                      | vanaf 2009            |
| Tennis Masters Cup            | ATP Finals            |
| ATP Masters Series            | ATP Tour Masters 1000 |
| ATP International Series Gold | ATP Tour 500          |
| ATP International Series      | ATP Tour 250          |

### Enkelspel
| Nr.                          | Datum             | Toernooi        | Ondergrond | Tegenstander in finale | Score               | Details |
| ---------------------------- | ----------------- | --------------- | ---------- | ---------------------- | ------------------- | ------- |
| Gewonnen finales             |                   |                 |            |                        |                     |         |
| 1.                           | 18 april 1993     | ATP Nice        | Gravel     | Ivan Lendl             | 1-6, 6-4, 6-2       | Details |
| 2.                           | 30 september 1996 | ATP Marbella    | Gravel     | Àlex Corretja          | 7-6(4), 7-6(2)      | Details |
| Verloren finales             |                   |                 |            |                        |                     |         |
| 1.                           | 15 september 1996 | ATP Bournemouth | Gravel     | Albert Costa           | 7-6(4), 2-6, 2-6    | Details |
| Gewonnen finales challengers |                   |                 |            |                        |                     |         |
| 1.                           | 17 mei 1992       | Antwerpen       | Gravel     | Massimo Ardinghi       | 4-6, 6-3, 7-5       |         |
| 2.                           | 21 juni 1992      | Halle           | Gravel     | Thomas Enqvist         | 6-3, 2-6, 7-6       |         |
| 3.                           | 17 augustus 2003  | Bukhara         | Hardcourt  | Marcos Baghdatis       | 7-5, 6-7(2), 7-6(4) |         |

### Dubbelspel
| Nr.                                       | Datum             | Toernooi        | Ondergrond    | Partner               | Tegenstanders in finale             | Score               | Details |
| ----------------------------------------- | ----------------- | --------------- | ------------- | --------------------- | ----------------------------------- | ------------------- | ------- |
| Gewonnen finales heren dubbel             |                   |                 |               |                       |                                     |                     |         |
| 1.                                        | 1 maart 1992      | ATP Rotterdam   | Tapijt (i)    | David Prinosil        | Paul Haarhuis Mark Koevermans       | 6–2, 6–7, 7–6       | Details |
| 2.                                        | 29 augustus 1993  | ATP Long Island | Hardcourt     | David Prinosil        | Arnaud Boetsch Olivier Delaître     | 6-7, 7-5, 6-2       | Details |
| 3.                                        | 15 september 1996 | ATP Bournemouth | Gravel        | Greg Rusedski         | Rodolphe Gilbert Nuno Marques       | 6-3, 7-6            | Details |
| 4.                                        | 9 november 1997   | ATP Stockholm   | Hardcourt (i) | Richey Reneberg       | Ellis Ferreira Patrick Galbraith    | 6-3, 3-6, 7-6(4)    | Details |
| Verloren finales heren dubbel             |                   |                 |               |                       |                                     |                     |         |
| 1.                                        | 30 mei 1993       | Roland Garros   | Gravel        | David Prinosil        | Luke Jensen Murphy Jensen           | 4-6, 6-7(4), 4-6    | Details |
| 2.                                        | 20 juni 1993      | ATP Halle       | Gras          | Mike Bauer            | Petr Korda Cyril Suk                | 6-7, 7-5, 3-6       | Details |
| 3.                                        | 5 maart 1995      | ATP Mexico-Stad | Gravel        | Diego Nargiso         | Javier Frana Leonardo Lavalle       | 6-7(4), 5-7         | Details |
| 4.                                        | 9 april 1995      | ATP Estoril     | Gravel        | Diego Nargiso         | Jevgeni Kafelnikov Andrej Olchovski | 7-5, 5-7,2-6        | Details |
| 5.                                        | 12 oktober 1997   | ATP Wenen       | Hardcourt (i) | David Prinosil        | Ellis Ferreira Patrick Galbraith    | 3-6, 4-6            | Details |
| 6.                                        | 14 juni 1998      | ATP Halle       | Gras          | John-Laffnie de Jager | Ellis Ferreira Rick Leach           | 6-4, 4-6, 6-7(2)    | Details |
| 7.                                        | 7 maart 1999      | ATP Kopenhagen  | Hardcourt (i) | David Prinosil        | Maks Mirni Andrej Olchovski         | 3-6, 6-4, 3-6       | Details |
| 8.                                        | 13 juni 1999      | ATP Merano      | Gravel        | Eric Taino            | Lucas Arnold Ker Jaime Oncins       | 4-6, 6-7(1)         | Details |
| 9.                                        | 3 oktober 1999    | ATP Boekarest   | Gravel        | Francisco Montana     | Lucas Arnold Ker Martín García      | 3-6, 6-2, 3-6       | Details |
| 10.                                       | 1 oktober 2000    | ATP Palermo     | Gravel        | Pablo Albano          | Tomás Carbonell Martín García       | 6-3, 6-7(1), 3-6    | Details |
| 11.                                       | 16 september 2001 | ATP Boekarest   | Gravel        | Pablo Albano          | Aleksandar Kitinov Johan Landsberg  | 4-6, 7-6(5), [6-10] | Details |
| Gewonnen finales heren dubbel challangers |                   |                 |               |                       |                                     |                     |         |
| 1.                                        | 13 oktober 1991   | Casablanca      | Gravel        | Bertrand Madsen       | Tarik Benhalibes Gustavo Garetto    | 6–0, 6-2            |         |
| 2.                                        | 14 juni 1992      | Keulen          | Gravel        | Bernd Karbacher       | Brian Devening Murphy Jensen        | 6-4, 6-7, 6-1       |         |
| 3.                                        | 4 juli 2004       | Montauban       | Gravel        | Alex Lopez Moron      | Brian Dabul Ignacio Gonzalez King   | 6-3, 5-7, 7-6(5)    |         |

## Prestatietabel
| Legenda | Legenda                          |
| ------- | -------------------------------- |
| g.t.    | geen toernooi gehouden           |
| l.c.    | lagere categorie                 |
| –       | niet deelgenomen                 |
| G       | uitgeschakeld in de groepsfase   |
| 1R      | uitgeschakeld in de eerste ronde |
| 2R      | uitgeschakeld in de tweede ronde |
| 3R      | uitgeschakeld in de derde ronde  |
| 4R      | uitgeschakeld in de vierde ronde |
| KF      | uitgeschakeld in de kwartfinale  |
| HF      | uitgeschakeld in de halve finale |
| F       | de finale verloren               |
| W       | het toernooi gewonnen            |
| w-v     | winst/verlies-balans             |

### Prestatietabel grand slam, enkelspel
| Toernooi              | 1992 | 1993   | 1994   | 1995   | 1996  | 1997   | 1998   | 1999   | 2000 | 2001   | Carrière w-v |
| --------------------- | ---- | ------ | ------ | ------ | ----- | ------ | ------ | ------ | ---- | ------ | ------------ |
| Grandslamtoernooien   |      |        |        |        |       |        |        |        |      |        |              |
| Australian Open       | –    | 2R     | –      | 1R     | 1R    | 2R     | 1R     | –      | –    | –      | 2-5          |
| Roland Garros         | –    | 4R     | 1R     | 2R     | 1R    | 1R     | 2R     | –      | –    | 1R     | 5-7          |
| Wimbledon             | –    | 1R     | 1R     | 2R     | 1R    | 1R     | 2R     | –      | –    | –      | 2-6          |
| US Open               | 2R   | 3R     | 3R     | 2R     | –     | 1R     | 1R     | –      | –    | –      | 6-6          |
| Winst-verlies         | 1-1  | 6-4    | 2-3    | 3-4    | 0-3   | 1-4    | 2-4    | 0-0    | 0-0  | 0-1    | 15-24        |
| Tennis Masters Cup    |      |        |        |        |       |        |        |        |      |        |              |
| ATP World Tour Finals | –    | –      | –      | –      | –     | –      | –      | –      | –    | –      | 0-0          |
| ATP Masters 1000      |      |        |        |        |       |        |        |        |      |        |              |
| Indian Wells          | –    | –      | 2R     | –      | –     | 1R     | –      | –      | –    | –      | 1-2          |
| Miami                 | –    | –      | 2R     | –      | –     | 1R     | –      | –      | –    | –      | 0-2          |
| Monte Carlo           | –    | –      | –      | –      | 1R    | –      | –      | –      | –    | –      | 0-1          |
| Rome                  | –    | –      | 1R     | 2R     | –     | KF     | 1R     | –      | –    | –      | 4-4          |
| Hamburg               | –    | 3R     | 1R     | 2R     | 2R    | 1R     | 1R     | –      | 1R   | –      | 4-7          |
| Montréal/Toronto      | –    | –      | –      | –      | 1R    | –      | –      | –      | –    | –      | 0-1          |
| Cincinnati            | –    | –      | 1R     | 1R     | –     | 1R     | –      | –      | –    | –      | 0-3          |
| Stockholm/Stuttgart   | –    | 1R     | –      | –      | 1R    | 1R     | –      | –      | –    | –      | 0-3          |
| Parijs                | –    | 1R     | –      | –      | –     | 2R     | –      | –      | –    | –      | 1-2          |
| Olympische Spelen     |      |        |        |        |       |        |        |        |      |        |              |
| Olympische Spelen     | –    | n.v.t. | n.v.t. | n.v.t. | –     | n.v.t. | n.v.t. | n.v.t. | –    | n.v.t. | 0-0          |
| Statistieken          |      |        |        |        |       |        |        |        |      |        |              |
| Totaal aantal titels  | 0    | 1      | 0      | 0      | 1     | 0      | 0      | 0      | 0    | 0      | 2            |
| Totaal winst-verlies  | 5-10 | 38-26  | 22-30  | 23-24  | 25-24 | 23-35  | 11-25  | 4-4    | 5-8  | 3-7    | 160-194      |
| Eindejaarsranking     | 109  | 32     | 79     | 78     | 53    | 51     | 118    | 324    | 189  | 176    |              |

### Prestatietabel grand slam, dubbelspel
| Grandslamtoernooien              |      |       |        |        |       |        |        |        |       |        |        |         |
| Australian Open                  | –    | 1R    | –      | 2R     | 3R    | 2R     | 3R     | 2R     | –     | –      | –      | 7-6     |
| Roland Garros                    | 1R   | F     | 2R     | 1R     | 1R    | –      | 3R     | –      | 1R    | 1R     | –      | 8-8     |
| Wimbledon                        | –    | –     | HF     | HF     | 3R    | 1R     | 2R     | 1R     | 2R    | 2R     | 1R     | 13-9    |
| US Open                          | –    | 2R    | –      | –      | –     | –      | 1R     | 3R     | 1R    | 1R     | –      | 3-5     |
| Winst-verlies                    | 0-1  | 6-3   | 5-2    | 5-3    | 4-3   | 1-2    | 5-4    | 3-3    | 1-3   | 1-3    | 0-1    | 31-28   |
| Tennis Masters Cup               |      |       |        |        |       |        |        |        |       |        |        |         |
| ATP World Tour Finals            | –    | –     | –      | –      | –     | –      | –      | –      | –     | –      | –      | 0-0     |
| ATP Masters 1000                 |      |       |        |        |       |        |        |        |       |        |        |         |
| Indian Wells                     | –    | –     | 1R     | –      | –     | KF     | –      | –      | –     | –      | –      | 2-2     |
| Miami                            | –    | –     | 1R     | –      | –     | 3R     | –      | –      | 1R    | –      | –      | 2-3     |
| Monte Carlo                      | –    | 2R    | –      | –      | 2R    | –      | –      | 2R     | –     | –      | –      | 3-3     |
| Hamburg                          | 2R   | KF    | HF     | KF     | 2R    | 2R     | 1R     | –      | KF    | –      | –      | 12-8    |
| Rome                             | –    | –     | HF     | 2R     | –     | –      | 1R     | –      | –     | 2R     | –      | 5-4     |
| Montréal/Toronto                 | –    | –     | –      | –      | –     | –      | –      | –      | –     | –      | –      | 0-0     |
| Cincinnati                       | –    | –     | 1R     | 1R     | –     | KF     | –      | –      | –     | –      | –      | 2-3     |
| Stockholm/Essen/Stuttgart/Madrid | –    | 2R    | –      | KF     | –     | 2R     | 2R     | –      | –     | –      | –      | 5-4     |
| Parijs                           | –    | 2R    | –      | –      | –     | –      | –      | –      | –     | –      | –      | 1-1     |
| Olympische Spelen                |      |       |        |        |       |        |        |        |       |        |        |         |
| Olympische Spelen                | –    | n.v.t | n.v.t. | n.v.t. | HF    | n.v.t. | n.v.t. | n.v.t. | –     | n.v.t. | n.v.t. | 4-1     |
| Statistieken                     |      |       |        |        |       |        |        |        |       |        |        |         |
| Totaal aantal titels             | 1    | 1     | 0      | 0      | 1     | 1      | 0      | 0      | 0     | 0      | 0      | 4       |
| Totaal winst-verlies             | 7-10 | 24-21 | 17-20  | 25-22  | 25-17 | 28-18  | 16-18  | 16-11  | 14-17 | 13-16  | 3-3    | 188-173 |
| Eindejaarsranking                | 99   | 37    | 54     | 48     | 62    | 33     | 67     | 101    | 101   | 92     | 277    |         |